# Iso-Pelsa
Iso-Pelsa är en kulle i Finland. Den ligger i Enare i landskapet Lappland, i den norra delen av landet, 1 000 km norr om huvudstaden Helsingfors. Toppen på Iso-Pelsa är 273 meter över havet, eller 53 meter över den omgivande terrängen. Bredden vid basen är 16,5 km. Iso-Pelsa ligger vid sjön Pelsanjärvi.
Terrängen runt Iso-Pelsa är huvudsakligen platt.  Trakten runt Iso-Pelsa är nära nog obefolkad, med mindre än två invånare per kvadratkilometer. Det finns inga samhällen i närheten. Omgivningarna runt Iso-Pelsa är i huvudsak ett öppet busklandskap.